# Rosario Valcárcel
Rosario Valcárcel Quintana (Las Palmas de Gran Canaria, 22 de julio de 1949) es una poeta y novelista española, considerada como una de las primeras autoras en cultivar el género de literatura erótica en Canarias.

## Trayectoria
Profesora de Lengua e Inglés de profesión, se le considera una pionera en publicar literatura erótica en las Islas Canarias tras la publicación de la trilogía compuesta por Del amor y las pasiones, El séptimo cielo y Sexo, corazón y vida. En 2013, hizo entrega del manuscrito Sexo, corazón y vida al Cabildo insular de Gran Canaria para su fondo insular de archivos literarios.
Es autora de la novela Moby Dick en Las Canteras Beach, donde relata el rodaje de la película Moby Dick en la isla de Gran Canaria en el año 1953, bajo la dirección del cineasta John Huston y con el actor Gregory Peck como protagonista principal. 
Ha participado en diversas antologías y libros colectivos y es colaboradora de diversos diarios digitales. Ha desarrollado labores como crítica de arte y prologuista y parte de su obra ha sido traducida al francés, al alemán y al rumano.
En 2017, publicó un libro conjunto con el periodista y escritor Luis León Barreto bajo el título Cuentos gozosos/Cuentos Traviesos. En octubre de 2018, participó en la charla literaria El Ultílogo, celebrada en Gáldar (Gran Canaria).
Está incluida en la Antología de 100 escritoras canarias, obra de María del Carmen Reina Jiménez, publicada en 2020.

## Reconocimientos
En 2011, obtuvo el primer premio en las XVI Jornadas de La Viña y el vino, en La Palma, y en 2013 ganó el XVI Premio de Poesía Domingo Acosta Pérez, con su poemario Himno a la vida. El premio Domingo Acosta Pérez nació a finales de los años 90 del siglo XX en recuerdo del periodista e investigador de La Palma con el fin de promover la creación literaria.
En 2014, recibió mención especial en el VI concurso internacional de poesía 2014 en Miami con el poemario Después de la lluvia.

## Obras
- 2006- La peña de la vieja y otros cuentos, Anroart Ediciones, ISBN 13: 978-84-96577-51-0
- 2007- Del amor y otras pasiones, Anroart Ediciones, ISBN 13: 978-84-96577-91-6
- 2007- El séptimo cielo, Anroart Ediciones, ISBN 13: 978-84-96887-41-1
- 2009- Las máscaras de Afrodita, Ediciones Idea, ISBN 13: 978-84-8382-498- 6. Segunda edición en versión bilingüe español-alemán, por NACE en 2013.
- 2010- Sexo, corazón y vida,  Anroart Ediciones, ISBN 13: 978-84-15148-14-2
- 2012 - Moby Dick en Las Canteras Beach, Anroart Ediciones, ISBN 13: 978-84-15148-85-2
- 2017 - La soledad acompañada: relatos de la escritura desatada; MAR Editor, ISBN 13: 978-84-947505-1-9
- 2017 - Cuentos gozosos/Cuentos Traviesos, con Luis León Barreto; Editorial Beginbook; ISBN: 978-84-947560-7-8